# Axel Oxenstierna
Axel Gustafsson Oxenstierna af Södermöre (n. 16 iunie 1583 - d. 28 august 1654) a fost un om politic suedez, care a deținut în special funcția de înalt cancelar regal și aceasta din 1612 până la moartea sa.
A fost consilierul lui Gustav Adolf și ulterior al reginei Cristina a Suediei.
A fost considerat unul dintre cei mai influenți oameni de stat din istoria suedeză.
A jucat un rol important în timpul Războiului de 30 de ani.
A condus Prusia ocupată de suedezi ca guvernator general și a pus bazele administrației centrale moderne suedeze.

## Tinerețea
Oxenstierna s-a născut la 16 iunie 1583, la Fånö în Uppland, ca fiu al lui Gustaf Gabrielsson Oxenstierna (1551-1597) și Barbro Axelsdotter Bielke (1556-1624).
Era cel mai mare dintre cei nouă frați.
După moartea tatălui, mama sa decide ca Axel și alți doi frați, Christer și Gustaf, să-și completeze studiile peste hotare.
Ei studiază la universitățile din Rostock, Wittenberg and Jena.
În 1603, Axel este angajat de regele Carol al IX-lea al Suediei pe postul de kammarjunkare.

## Cariera

### 1606 - 1611: Diplomat și consilier privat
În 1606 preia prima sa funcție diplomatică la Mecklenburg și la alte curți regale germane. 
I se încredințează diverse misiuni curtea regală suedeză
În 1609 călătorește la Reval (azi Tallinn) ca trimis al regelui Carol pentru colectarea taxelor datorate municipalității de către cavalerii estonieni.
În 1610 merge la Copenhaga în încercarea de a evita izbucnirea războiului dintre Danemarca și țările învecinate, dar demersul se soldează cu eșec.
În anul următor, armata daneză trece granița și începe războiul din Kalmar.
Moartea regelui Carol din toamna anlui 1611 pune parlamentul în fața unei situații dificile.
Deși avea numai 17 ani, Gustav Adolph preia tronul și asigură clasa nobiliară cu menținerea privilegiilor.
Axel Oxenstierna este numit înalt cancelar regal.